# Lac Masketsi
Pour l’article homonyme, voir Masketsi.
Le lac Masketsi est un plan d'eau douce situé dans le territoire non organisé du Lac-Masketsi, dans la MRC de Mékinac, en Mauricie, dans la province de Québec, au Canada.

## Géographie
Le lac Masketsi comporte une longueur maximale de 4,4 km dans l'axe nord-sud. Sa forme comporte un renflement à l'extrême nord et aussi à l'extrême sud. Sa largeur est de 1,8 km dans la partie nord, 0,6 km dans le centre, et 1,5 km dans la partie sud. La décharge située dans la partie sud-est du lac, se déverse après 500 mètres plus au sud dans le Petit-lac-Masketsi. Ce dernier lac de forme ovale a une longueur de 600 mètres. La tête de la rivière Tawachiche Ouest prend sa source au Lac Masketsi.
Le lac Masketsi et le Petit-lac-Masketsi, comportent chacun un barrage à leur embouchure, pour fin de villégiature et d'activités récrotouristiques. Au lac Masketsi, le barrage est d'une hauteur de 4,2 m. et une hauteur de retenue de 2,7 m. Le barrage a une longueur de 70,2 m. et une capacité de retenue de 11 466 000 m³. Il s'agit d'un type de barrage de classe C à déversoir libre en enrochement, sur un terrain de fondation en "till". La superficie du réservoir est de 420 ha et la superficie du bassin versant est de 52 km². Le barrage a été construit initialement en 1909, soit au moment de la construction du chemin de fer le long du lac. Le barrage a été modifié en 2008.".
Le barrage en aval est celui du "Petit lac Masketsi" qui a été construit initialement en 1921 pour les opérations de drave du moulin à scie de Audy, situé au nord d'Hervey-Jonction. Ce petit barrage d'une longueur de 22,7 m et de 1,7 m de hauteur a une capacité de rentention de 215 000 m³. Ce barrage retient un réservoir de 21,5 ha. Ce barrage comporte un dévidoir libre par enrochement.
Toute la moitié Est du lac Masketsi est bordé depuis 1909 par le chemin de fer du Canadien National qui relie Hervey-Jonction à La Tuque. Le côté Est du lac comporte des montagnes qui ont nécessité d'importants travaux de dynamitage lors de la construction du chemin de fer. Deux petites gares de chemin de fer, "Gouin" et "Lac-Masketsi" (partir nord du lac), étaient situés du côté Est du lac et séparées de quelques kilomètres l'une de l'autre.

## Toponymie
L'arpenteur Eugène Taché faisait mention de ce toponyme sur une carte de la province de Québec datant de 1870. L'origine amérindienne du mot signifie «mocassin».
Le toponyme "Lac Masketsi" a été inscrit officiellement le 5 décembre 1968 à la Commission de toponymie du Québec.